# Réserves écologiques du Québec
Pour un article plus général, voir Aires protégées du Québec.
Au Québec, les réserves écologiques sont des territoires protégés voués à la conservation, à l'éducation et à la recherche. Elles sont généralement interdites au public, à l'exception de celles de la Serpentine-de-Coleraine, de la Forêt-la-Blanche des Tourbières-de-Lanoraie et de l'Île-Brion. Elles sont gérées par le ministère de l'Environnement et de la Lutte contre les changements climatiques. D'après la classification des aires protégées de l'Union internationale pour la conservation de la nature, les réserves écologiques du Québec font partie de la catégorie 1a, c’est-à-dire le plus haut niveau de protection dans le monde. Ainsi, il n'y a aucune exploration ou exploitation des ressources naturelles, aucune route ne peut passer dans la réserve, aucun équipement énergétique n'est permis et les activités de chasse, de piégeage et de pêche sont interdites.

## Liste des réserves écologiques
- Haut – A
- B
- C
- D
- E
- F
- G
- H
- I
- J
- K
- L
- M
- N
- O
- P
- Q
- R
- S
- T
- U
- V
- W
- X
- Y
- Z

- Réserve écologique faisant partie d'une réserve de biosphère

| Réserve écologique               | Superficie km2 | Constitution | MRC                      | Région                        | Coordonnées                  |
| -------------------------------- | -------------- | ------------ | ------------------------ | ----------------------------- | ---------------------------- |
| Aigle-à-Tête-Blanche             | 2,67           | 1993         | Pontiac                  | Outaouais                     | 46° 12′ 30″ N, 77° 40′ 35″ O |
| André-Linteau                    | 0,91           | 1993         | Pontiac                  | Outaouais                     | 46° 12′ 38″ N, 77° 46′ 35″ O |
| André-Michaux                    | 4,50           | 1993         | La Vallée-de-la-Gatineau | Outaouais                     | 45° 50′ 00″ N, 75° 53′ 15″ O |
| Bog-à-Lanières                   | 4,30           | 1992         | La Tuque                 | Mauricie                      | 47° 35′ 34″ N, 72° 14′ 57″ O |
| Boisé-des-Muir                   | 0,12           | 1995         | Le Haut-Saint-Laurent    | Montérégie                    | 45° 05′ 05″ N, 74° 07′ 00″ O |
| Caribous-de-Jourdan              | 7,12           | 1994         | La Vallée-de-l'Or        | Abitibi-Témiscamingue         | 47° 47′ 40″ N, 77° 53′ 40″ O |
| Charles-B.-Banville              | 10,02          | 1998         | Rimouski-Neigette        | Bas-Saint-Laurent             | 48° 12′ 45″ N, 68° 08′ 30″ O |
| Chênaie-des-Îles-Finlay          | 0,94           | 2007         | Pontiac                  | Outaouais                     | 45° 54′ 05″ N, 76° 52′ 29″ O |
| Chicobi                          | 21,23          | 2002         | Abitibi                  | Abitibi-Témiscamingue         | 48° 50′ 50″ N, 78° 34′ 16″ O |
| Claude-Mélançon                  | 5,35           | 1988         | Bellechasse              | Chaudière-Appalaches          | 46° 36′ 25″ N, 70° 26′ 20″ O |
| Couchepaganiche                  | 0,39           | 1983         | Lac-Saint-Jean-Est       | Saguenay–Lac-Saint-Jean       | 48° 22′ 05″ N, 71° 50′ 20″ O |
| Dunes-de-Berry                   | 2,59           | 1996         | Abitibi                  | Abitibi-Témiscamingue         | 48° 48′ 00″ N, 78° 23′ 30″ O |
| Dunes-de-la-Moraine-d'Harricana  | 5,40           | 1994         | Rouyn-Noranda            | Abitibi-Témiscamingue         | 47° 47′ 00″ N, 78° 15′ 00″ O |
| Érablière-du-Trente-et-Un-Milles | 6,06           | 1994         | La Vallée-de-la-Gatineau | Outaouais                     | 46° 09′ 00″ N, 75° 51′ 30″ O |
| Ernest-Lepage                    | 8,10           | 1983         | Bonaventure              | Gaspésie–Îles-de-la-Madeleine | 48° 31′ 30″ N, 65° 43′ 00″ O |
| Fernald                          | 7,35           | 1995         | La Matanie               | Bas-Saint-Laurent             | 48° 53′ 26″ N, 66° 41′ 23″ O |
| Forêt-la-Blanche                 | 20,52          | 2003         | Papineau                 | Outaouais                     | 45° 43′ 53″ N, 75° 16′ 48″ O |
| G.-Oscar-Villeneuve              | 5,67           | 1989         | Le Fjord-du-Saguenay     | Saguenay–Lac-Saint-Jean       | 48° 28′ 30″ N, 70° 30′ 54″ O |
| Grand-Lac-Salé                   | 23,39          | 1996         | Minganie                 | Côte-Nord                     | 49° 20′ 09″ N, 63° 19′ 22″ O |
| Grande-Rivière                   | 173,00         | 2001         | Le Rocher-Percé          | Gaspésie–Îles-de-la-Madeleine | 48° 35′ 32″ N, 64° 42′ 18″ O |
| Grands-Ormes                     | 9,20           | 1994         | Charlevoix-Est           | Capitale-Nationale            | 47° 52′ 30″ N, 70° 27′ 25″ O |
| Île-Brion                        | 6,50           | 1988         | Les Îles-de-la-Madeleine | Gaspésie–Îles-de-la-Madeleine | 47° 47′ 40″ N, 61° 28′ 00″ O |
| Île-Garth                        | 0,17           | 2003         | Thérèse-De Blainville    | Laurentides                   | 45° 39′ 24″ N, 73° 45′ 44″ O |
| Îles-Avelle-Wight-et-Hiam        | 0,90           | 1994         | Vaudreuil-Soulanges      | Montérégie                    | 45° 24′ 00″ N, 73° 59′ 45″ O |
| Irénée-Marie                     | 1,89           | 1985         | Mékinac                  | Mauricie                      | 46° 54′ 00″ N, 73° 19′ 00″ O |
| Irène-Fournier                   | 4,40           | 1991         | La Matanie               | Bas-Saint-Laurent             | 48° 39′ 10″ N, 66° 14′ 25″ O |
| Jackrabbit                       | 7,50           | 1981         | Les Laurentides          | Laurentides                   | 46° 00′ 25″ N, 74° 28′ 25″ O |
| James-Little                     | 2,04           | 1981         | Pontiac                  | Outaouais                     | 46° 11′ 20″ N, 77° 36′ 45″ O |
| J.-Clovis-Laflamme               | 10,15          | 1991         | Le Domaine-du-Roy        | Saguenay–Lac-Saint-Jean       | 48° 20′ 30″ N, 72° 33′ 35″ O |
| Judith-De Brésoles               | 10,90          | 1992         | La Tuque                 | Mauricie                      | 47° 36′ 45″ N, 72° 18′ 40″ O |
| Jules-Carpentier                 | 0,05           | 2000         | Portneuf                 | Capitale Nationale            | 46° 46′ 40″ N, 71° 39′ 57″ O |
| Kettles-de-Berry                 | 2,67           | 1996         | Abitibi                  | Abitibi-Témiscamingue         | 48° 50′ 53″ N, 78° 23′ 40″ O |
| Lac-à-la-Tortue                  | 5,66           | 1992         | Shawinigan               | Mauricie                      | 46° 33′ 00″ N, 72° 40′ 00″ O |
| Lac-Malakisis                    | 30,27          | 1978         | Témiscamingue            | Abitibi-Témiscamingue         | 46° 42′ N, 78° 39′ O         |
| Léon-Provancher                  | 4,84           | 1999         | Bécancour                | Centre-du-Québec              | 46° 18′ 42″ N, 72° 28′ 35″ O |
| Lionel-Cinq-Mars                 | 4,40           | 1988         | Lotbinière               | Chaudière-Appalaches          | 46° 30′ 50″ N, 71° 46′ 15″ O |
| Louis-Babel                      | 235,40         | 1991         | Manicouagan              | Côte-Nord                     | 51° 27′ 00″ N, 68° 41′ 00″ O |
| Louis-Ovide-Brunet               | 6,69           | 1989         | Le Domaine-du-Roy        | Saguenay–Lac-Saint-Jean       | 48° 16′ 25″ N, 72° 05′ 20″ O |
| Louis-Zéphirin-Rousseau          | 0,05           | 1988         | Antoine-Labelle          | Laurentides                   | 46° 16′ 25″ N, 75° 47′ 15″ O |
| Manche-d'Épée                    | 5,73           | 1984         | La Haute-Gaspésie        | Gaspésie–Îles-de-la-Madeleine | 49° 12′ 45″ N, 65° 26′ 50″ O |
| Marcel-Léger                     | 0,36           | 1981         | Trois-Rivières           | Mauricie                      | 46° 17′ 15″ N, 72° 37′ 30″ O |
| Marcelle-Gauvreau                | 1,14           | 1990         | Le Fjord-du-Saguenay     | Saguenay–Lac-Saint-Jean       | 48° 20′ 30″ N, 70° 01′ 40″ O |
| Marcel-Raymond                   | 0,64           | 1987         | Le Haut-Richelieu        | Montérégie                    | 45° 07′ 25″ N, 73° 15′ 10″ O |
| Marie-Jean-Eudes                 | 8,45           | 1992         | Maskinongé               | Mauricie                      | 46° 42′ 05″ N, 73° 08′ 55″ O |
| Matamec                          | 186,00         | 1995         | Sept-Rivières            | Côte-Nord                     | 50° 22′ 00″ N, 65° 54′ 00″ O |
| Micocoulier                      | 0,29           | 1981         | Vaudreuil-Soulanges      | Montérégie                    | 45° 17′ 00″ N, 74° 10′ 30″ O |
| Mine-aux-Pipistrelles            | 0,03           | 2002         | Memphrémagog             | Estrie                        | 45° 09′ 15″ N, 72° 23′ 40″ O |
| Mont-Gosford                     | 3,07           | 2013         | Le Granit                | Estrie                        | 45° 18′ 15″ N, 70° 53′ 00″ O |
| Mont-Saint-Pierre                | 6,43           | 2001         | La Haute-Gaspésie        | Gaspésie–Îles-de-la-Madeleine | 49° 11′ 20″ N, 65° 47′ 33″ O |
| Père-Louis-Marie                 | 3,15           | 1993         | La Vallée-de-la-Gatineau | Outaouais                     | 46° 13′ 00″ N, 75° 50′ 10″ O |
| Pin-Rigide                       | 0,66           | 1977         | Le Haut-Saint-Laurent    | Montérégie                    | 45° 05′ 45″ N, 73° 52′ 10″ O |
| Pointe-Heath                     | 18,69          | 1978         | Minganie                 | Côte-Nord                     | 49° 06′ 00″ N, 61° 44′ 00″ O |
| Pointe-Platon                    | 0,59           | 1995         | Lotbinière               | Chaudière-Appalaches          | 46° 39′ 45″ N, 71° 50′ 30″ O |
| Presqu'île-Robillard             | 0,84           | 2000         | Argenteuil               | Laurentides                   | 45° 30′ 40″ N, 74° 19′ 03″ O |
| Ristigouche                      | 4,68           | 1983         | Avignon                  | Gaspésie–Îles-de-la-Madeleine | 48° 02′ 10″ N, 66° 53′ 15″ O |
| Rivière-aux-Brochets             | 1,26           | 1999         | Brome-Missisquoi         | Montérégie                    | 45° 04′ 19″ N, 73° 05′ 17″ O |
| Rivière-du-Moulin                | 0,11           | 1975         | Lotbinière               | Chaudière-Appalaches          | 46° 38′ 30″ N, 71° 53′ 35″ O |
| Rivière-Rouge                    | 3,13           | 1997         | Argenteuil               | Laurentides                   | 45° 41′ 06″ N, 74° 39′ 53″ O |
| Rolland-Germain                  | 13,70          | 1991         | La Vallée-de-la-Gatineau | Outaouais                     | 46° 39′ 45″ N, 76° 04′ 55″ O |
| Ruisseau-de-l'Indien             | 3,24           | 1991         | Pontiac                  | Outaouais                     | 46° 07′ 25″ N, 77° 28′ 30″ O |
| Samuel-Brisson                   | 7,90           | 1982         | Le Haut-Saint-François   | Estrie                        | 45° 29′ 00″ N, 71° 08′ 20″ O |
| Serpentine-de-Coleraine          | 3,97           | 2003         | Les Appalaches           | Chaudière-Appalaches          | 45° 59′ 25″ N, 71° 22′ 24″ O |
| Tantaré                          | 14,50          | 1978         | La Jacques-Cartier       | Capitale-Nationale            | 47° 04′ 10″ N, 71° 32′ 15″ O |
| Tapani                           | 0,17           | 1988         | Antoine-Labelle          | Laurentides                   | 46° 55′ 05″ N, 75° 19′ 45″ O |
| Thomas-Fortin                    | 1,18           | 1990         | Charlevoix               | Capitale-Nationale            | 47° 41′ 30″ N, 71° 02′ 45″ O |
| Thomas-Sterry-Hunt               | 0,56           | 1988         | Montmagny                | Chaudière-Appalaches          | 46° 31′ 20″ N, 70° 02′ 20″ O |
| Tourbière-de-Shannon             | 1,69           | 2011         | La Jacques-Cartier       | Capitale-Nationale            | 46° 54′ 00″ N, 71° 32′ 30″ O |
| Tourbières-de-Lanoraie           | 4,15           | 1994         | D'Autray                 | Lanaudière                    | 45° 59′ 50″ N, 73° 17′ 45″ O |
| Vallée-du-Ruiter                 | 1,17           | 1993         | Memphrémagog             | Estrie                        | 45° 05′ 55″ N, 72° 25′ 55″ O |
| Victor-A.-Huard                  | 0,20           | 1990         | Le Fjord-du-Saguenay     | Saguenay–Lac-Saint-Jean       | 48° 12′ 58″ N, 71° 15′ 14″ O |
| Vieux-Arbres                     | 0,04           | 1992         | Abitibi-Ouest            | Abitibi-Témiscamingue         | 48° 27′ 50″ N, 79° 15′ 15″ O |
| William-Baldwin                  | 2,91           | 1992         | Abitibi                  | Abitibi-Témiscamingue         | 48° 55′ 05″ N, 78° 24′ 10″ O |